# Lotta libera ai Giochi della XI Olimpiade - Pesi leggeri
La competizione della categoria pesi leggeri (fino a 66 kg) di lotta libera dei Giochi della XI Olimpiade si è svolta dal 2 al 4 agosto al  Deutschlandhalle in Berlino.

## Formato
Ad ogni incontro venivano assegnate le seguenti penalità:
- 0 = Al vincitore per schienata
- 1 = Al vincitore per decisione
- 2 = Allo sconfitto per decisione (1 giudici contro 2)
- 3 = Allo sconfitto per decisione (0 giudici contro 3)
- 3 = Allo sconfitto per schienata

Con cinque penalità o più il lottatore veniva eliminato.

## Risultati
| Legenda                                  | Legenda |
| ---------------------------------------- | ------- |
| Lottatore con 5 penalità o più Eliminato |         |

### 1 Turno
Si è disputato il 2 agosto.
| Vincitore            | Pen. | Risultato | Sconfitto        | Pen. |
| -------------------- | ---- | --------- | ---------------- | ---- |
| Eiichi Kazama        | 0    | Schienato | Václav Brdek     | 3    |
| Wolfgang Ehrl        | 1    | 3:0       | Gottfried Arn    | 3    |
| Doc Strong           | 1    | 2:1       | Sadık Soğancı    | 2    |
| Göte Melin           | 0    | Schienato | Arthur Thompson  | 3    |
| Hermanni Pihlajamäki | 0    | Schienato | Jean Lalemand    | 3    |
| Paride Romagnoli     | 1    | 3:0       | Dick Garrard     | 3    |
| Károly Kárpáti       | 1    | 3:0       | Charles Delporte | 3    |
| Aage Meyer           | 0    | Schienato | Howie Thomas     | 3    |
| Adalbert Toots       | 0    | Esentato  |                  |      |

### 2 Turno
Si è disputato il 3 agosto.
| Vincitore            | Pen. | Risultato | Sconfitto       | Pen. |
| -------------------- | ---- | --------- | --------------- | ---- |
| Eiichi Kazama        | 1    | 3:0       | Adalbert Toots  | 3    |
| Wolfgang Ehrl        | 1    | Schienato | Václav Brdek    | 6    |
| Doc Strong           | 2    | 3:0       | Gottfried Arn   | 6    |
| Sadık Soğancı        | 3    | 3:0       | Göte Melin      | 3    |
| Hermanni Pihlajamäki | 1    | 3:0       | Arthur Thompson | 6    |
| Paride Romagnoli     | 1    | Schienato | Jean Lalemand   | 6    |
| Károly Kárpáti       | 1    | Schienato | Gottfried Arn   | 6    |
| Charles Delporte     | 3    | Schienato | Aage Meyer      | 3    |
| Howie Thomas         | 3    | Esentato  |                 |      |

### 3 Turno
Si è disputato il 4 agosto.
| Vincitore            | Pen. | Risultato | Sconfitto        | Pen. |
| -------------------- | ---- | --------- | ---------------- | ---- |
| Adalbert Toots       | 4    | 3:0       | Howie Thomas     | 6    |
| Wolfgang Ehrl        | 1    | Schienato | Eiichi Kazama    | 4    |
| Doc Strong           | 3    | 3:0       | Göte Melin       | 6    |
| Hermanni Pihlajamäki | 1    | Schienato | Sadık Soğancı    | 6    |
| Károly Kárpáti       | 2    | 3:0       | Paride Romagnoli | 4    |
| Charles Delporte     | 3    | Esentato  |                  |      |
|                      |      | Ritirato  | Aage Meyer       | -    |

### 4 Turno
Si è disputato il 4 agosto.
| Vincitore        | Pen. | Risultato | Sconfitto            | Pen. |
| ---------------- | ---- | --------- | -------------------- | ---- |
| Charles Delporte | 3    | Abbandono | Adalbert Toots       | 7    |
| Eiichi Kazama    | 5    | 2:1       | Doc Strong           | 5    |
| Wolfgang Ehrl    | 2    | 3:0       | Paride Romagnoli     | 7    |
| Károly Kárpáti   | 2    | Schienato | Hermanni Pihlajamäki | 4    |

### 5 Turno
Si è disputato il 4 agosto.
| Vincitore            | Pen. | Risultato | Sconfitto        | Pen. |
| -------------------- | ---- | --------- | ---------------- | ---- |
| Hermanni Pihlajamäki | 4    | Schienato | Charles Delporte | 6    |
| Károly Kárpáti       | 3    | 2:1       | Wolfgang Ehrl    | 4    |

### 6 Turno
Si è disputato il 4 agosto.
| Vincitore     | Pen. | Risultato | Sconfitto            | Pen. |
| ------------- | ---- | --------- | -------------------- | ---- |
| Wolfgang Ehrl | 4    | Schienato | Hermanni Pihlajamäki | 7    |

## Classifica finale
| Pos.    | Atleta               | Nazione        |
| ------- | -------------------- | -------------- |
| Oro     | Károly Kárpáti       | Ungheria       |
| Argento | Wolfgang Ehrl        | Germania       |
| Bronzo  | Hermanni Pihlajamäki | Finlandia      |
| 4       | Charles Delporte     | Francia        |
| 5       | Eiichi Kazama        | Giappone       |
| 6       | Doc Strong           | Stati Uniti    |
| 7       | Adalbert Toots       | Estonia        |
| 7       | Paride Romagnoli     | Italia         |
| 9       | Howie Thomas         | Canada         |
| 9       | Göte Melin           | Svezia         |
| 9       | Sadık Soğancı        | Turchia        |
| 12      | Aage Meyer           | Danimarca      |
| 13      | Dick Garrard         | Australia      |
| 13      | Jean Lalemand        | Belgio         |
| 13      | Arthur Thompson      | Gran Bretagna  |
| 13      | Gottfried Arn        | Svizzera       |
| 13      | Václav Brdek         | Cecoslovacchia |